# Jeroen Krabbé

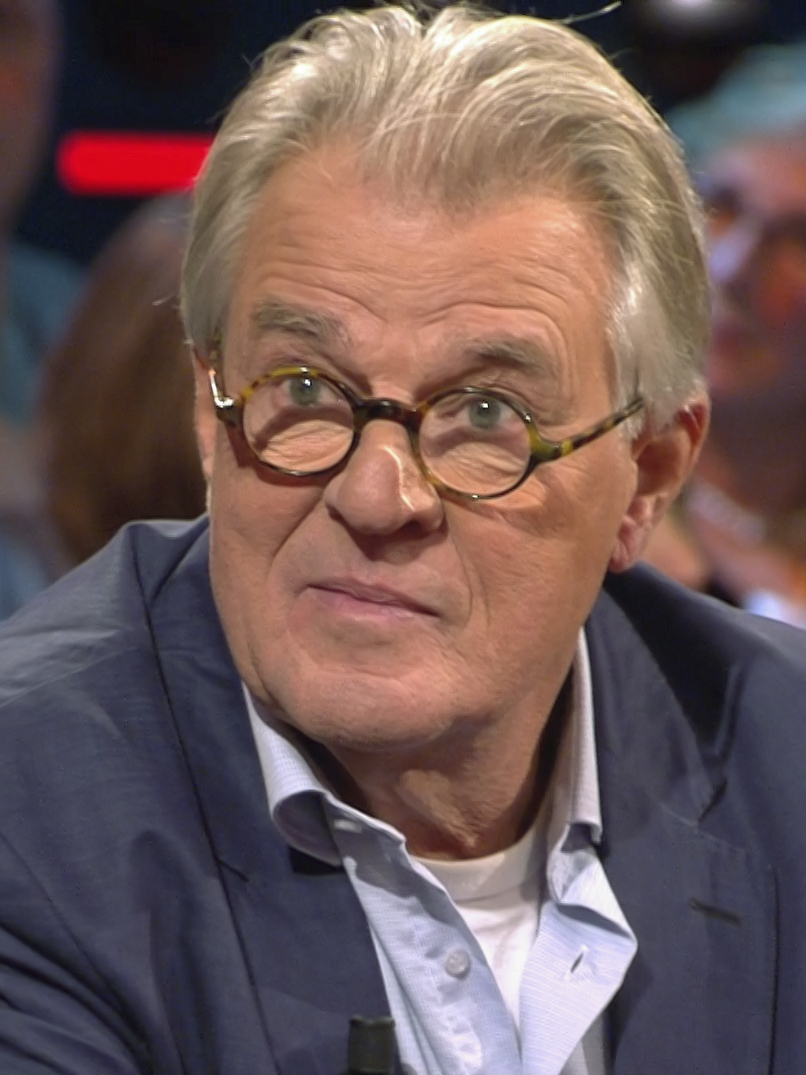
Jeroen Krabbé (2018)

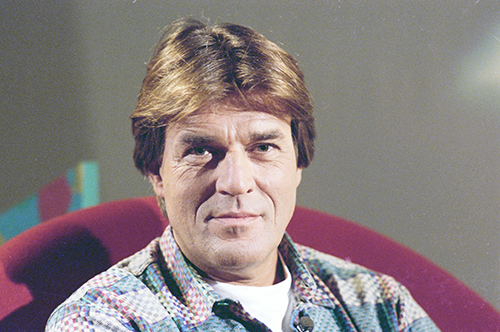
Jeroen Krabbé (1992)

Jeroen Krabbé (* 5. Dezember 1944 in Amsterdam) ist ein niederländischer Schauspieler und Filmregisseur.

## Leben
Krabbé wurde als Kind einer Künstlerfamilie geboren, bekannt ist auch sein Bruder Tim Krabbé. Sein Vater und sein Großvater waren Kunstmaler und auch Jeroen versuchte sich in seiner Jugend als Kunstmaler und meldete sich an der „Kunstnijverheidsschool“ in Amsterdam, der heutigen Gerrit Rietveld Academie, an. Er glaubte nicht an sein malerisches Talent und besuchte daraufhin die Schauspielschule Toneelschool Amsterdam, die er im Alter von 20 Jahren erfolgreich verließ.
Krabbé wurde zunächst in den Niederlanden in den Filmen Paul Verhoevens populär, beispielsweise in Der Soldat von Oranien (1977, mit Rutger Hauer) und Der vierte Mann (1983, mit Renée Soutendijk). Er spielte aber auch bereits 1972 eine kleinere Rolle in einem Tatort: Kressin und die Frau des Malers.
Sein erster wichtiger US-amerikanischer Film war die Whoopi-Goldberg-Komödie Jumpin’ Jack Flash. Als Bösewicht gelangte er in einer Reihe internationaler Filme der 1980er Jahre zu Bekanntheit, so in Gnadenlos (1986), dem James-Bond-Film Der Hauch des Todes (1987), The Punisher (1989) und Auf der Flucht (1993).
Er spielte auch in zahlreichen Fernsehproduktionen wie der letzten Episode von Der Denver-Clan, einer Folge von Miami Vice und als Satan im Fernsehfilm Die Bibel – Jesus. Krabbé trat meistens in der Rolle des Bösewichts auf, hatte aber auch einige Rollen in Komödien gespielt. Außerdem arbeitete er als Regisseur und Produzent zum Beispiel bei Die Entdeckung des Himmels.
Neben Schauspiel und Regie trat er künstlerisch als Maler und Mitautor eines Kochbuchs in Erscheinung. Im November 2004 veröffentlichte er das Buch Schilder (holl. für Maler) mit einer Übersicht seiner Bilder. Krabbés Gemälde, vor allem Landschaften, wurden unter anderem 2008 im Museum De Fundatie in Zwolle ausgestellt. Krabbé besitzt in Dalfsen, unweit Zwolle, ein Haus, wohin er sich oft zurückzieht, um sich in aller Ruhe der Malerei zu widmen. Auch ein Teil seiner Wohnung in Amsterdam ist als Kunstmaler-Atelier eingerichtet. Ein von Krabbé erschaffenes Bild (Dutch Landscape aus 1993) ziert eine niederländische Briefmarke.
Er hat einen Platz in Madame Tussauds Wachsfigurenkabinett in Amsterdam.
Krabbé ist Vater dreier Söhne. Sein ältester Sohn, Martijn Krabbé (* 26. März 1968), ist in den Niederlanden als Moderator von Fernseh- und Radiosendungen bekannt. Sein Sohn Jasper Krabbé (* 1970) ist Künstler.

## Filmografie (Auswahl)
- 1968: Professor Columbus
- 1972: Tatort – Kressin und die Frau des Malers
- 1977: Der Soldat von Oranien (Soldaat van Oranje)
- 1980: Spetters
- 1983: Der vierte Mann (De vierde man)
- 1986: Jumpin’ Jack Flash
- 1986: Gnadenlos (No Mercy)
- 1987: James Bond 007 – Der Hauch des Todes (The Living Daylights)
- 1987: Miami Vice (Fernsehserie)
- 1987: Todesgrüße aus Havanna (Her Secret Life)
- 1988: Zwei Welten (A World Apart)
- 1989: The Punisher
- 1989: Scandal
- 1989: Der fünfte Freitag (Melancholia)
- 1990: Robin Hood – Ein Leben für Richard Löwenherz (Robin Hood, Fernsehfilm)
- 1990: Spionenbande (Family of Spies)
- 1991: Herr der Gezeiten (The Prince of Tides)
- 1991: Kafka
- 1991: Denver – Die Entscheidung (Dynasty: The Reunion, Fernsehfilm)
- 1992: Für einen verlorenen Soldaten
- 1992: Stalin
- 1993: Auf der Flucht (The Fugitive)
- 1993: König der Murmelspieler (King of the Hill)
- 1994: Ludwig van B. – Meine unsterbliche Geliebte (Immortal Beloved)
- 1994: Farinelli
- 1998: Gefährliche Schönheit – Die Kurtisane von Venedig (Dangerous Beauty)
- 1998: Kalmans Geheimnis (Left Luggage)
- 1998: Auf immer und ewig (Ever After: A Cinderella Story)
- 1999: Ein perfekter Ehemann (An Ideal Husband)
- 1999: Die Bibel – Jesus (Jesus, Fernsehfilm)
- 2004: Ocean’s 12 (Ocean’s Twelve)
- 2005: Deuce Bigalow: European Gigolo
- 2008: Inspector Barnaby – Die Untoten von Barton Woods (Midsomer Murders – Talking to the Dead, Fernsehserie)
- 2008: Transporter 3
- 2009: Albert Schweitzer – Ein Leben für Afrika (Albert Schweitzer)
- 2012: Alleen maar nette mensen
- 2013: Tula: The Revolt
- 2016: Gangster Kittens
- 2020: The Host

## Bibliographie
- Het eenvoudige kookboek mit Marjan Berk
- Schilder